# Pocket Money
Pocket Money é um filme estadunidense de 1972 dos gêneros drama e western (contemporâneo), dirigido por Stuart Rosenberg. O roteiro é de  Terrence Malick, baseado no romance Jim Kane (1970), de Joseph P. Brown. Ambientado no Arizona e nordeste do México.

## Recepção
Roger Ebert do Chicago Sun-Times deu ao filme duas estrelas de quatro e escreveu: "O filme parece estar indo para um estilo elíptica, enigmático e educado, e chega lá. Nós não." Gene Siskel do  Chicago Tribune  deu ao filme zero estrelas em quatro e chamou as atuações das duas lideranças de "completamente auto-indulgentes", sugerindo que "Talvez Newman e Marvin tenham conseguido" porque eles queriam ir ao México por duas semanas. Com base nisso, 'Pocket Money' pode ser considerado um filme caseiro de 35 milímetros do que Paul Newman e Lee Marvin fizeram no verão passado."

## Elenco
Paul Newman	 ... 	Jim Kane

Lee Marvin	... 	Leonard

Strother Martin	... 	Bill Garrett

Wayne Rogers	... 	Stretch Russell

Hector Elizondo	... 	Juan

Christine Belford	... 	Adelita

Kelly Jean Peters	... 	Sharon (ex-esposa de Kane)

Gregory Sierra	... 	Guerro Chavarin (nos letreiros, Gregg Sierra)

Fred Graham	        ... 	Tio Herb

Matt Clark	        ... 	prisioneiro americano

Claudio Miranda	        ... 	Manisterio Publico

Terrence Malick

## Sinopse
Jim Kane, honesto caubói de Nogales (Arizona), fica endividado por ter seus cavalos diagnosticados com uma doença quando tentava negociá-los em Tucson. Mesmo desconfiado, aceita trabalhar para o empresário de rodeio com fama de caloteiro Bill Garrett. Seu serviço consiste em ir ao México, numa localidade próxima do Rio Álamos em Sonora e negociar e transportar de volta 200 bezerros de dois anos para serem usados em rodeios. Ao chegar ao México, Kane procura seu amigo Leonard, que conhece os arredores, para ajudar a comprar e transportar os animais. Os dois começam a enfrentar diversos problemas, tanto com os locais como com os contratantes americanos. Mas mesmo assim procuram completar o trabalho.  